# فرانکو نوگاراتو
فرانکو نوگاراتو (ایتالیایی: Franco Ongarato؛ زادهٔ ۲۹ مهٔ ۱۹۴۹) دوچرخه‌سوار اهل ایتالیا است.